# Citizenfour
Citizenfour is een Duits-Amerikaanse documentairefilm uit 2014 onder regie van Laura Poitras en is gefilmd in de cinéma vérité-stijl. De film ging in première op 10 oktober op het New York Film Festival.

## Verhaal
In januari 2013 ontvangt Laura Poitras een gecodeerde e-mail van een onbekende die zichzelf Citizenfour noemt. In dat bericht biedt de onbekende haar informatie aan over illegale afluisterpraktijken van de NSA en andere inlichtingendiensten. Poitras was al een aantal jaren met onderzoek bezig naar controles door de Verenigde Staten na de aanslagen op 11 september 2001. In juni 2013 reist ze samen met onderzoeksjournalist Glenn Greenwald en verslaggever Ewen MacAskill van The Guardian naar Hongkong. Daar ontmoet ze de vreemdeling die zich identificeert als Edward Snowden. Daarna volgen nog verschillende andere bijeenkomsten. De opnames tijdens deze bijeenkomsten vormen de basis van deze documentaire.

## Prijzen & nominaties
De film kreeg 44 filmprijzen en 34 nominaties waarvan de belangrijkste:
| jaar | prijs           | categorie                | genomineerde(n)          | uitslag  |
| ---- | --------------- | ------------------------ | ------------------------ | -------- |
| 2015 | Oscar           | Beste lange documentaire | Beste lange documentaire | Gewonnen |
| 2015 | BAFTA Award     | Beste documentaire       | Beste documentaire       | Gewonnen |
| 2015 | Satellite Award | Beste documentaire       | Beste documentaire       | Gewonnen |